# ヤナゲン
ヤナゲンは、岐阜県大垣市で2019年（令和元年）8月31日まで営業していた百貨店。
大垣本店などの閉店後の株式会社ヤナゲンは、外商による物販事業と不動産賃貸事業等を行う同市の企業。
1986年（昭和61年）には売上高386億円を上げて、バローの246億円や岐阜高島屋の192億円を上回り、岐阜県内に本社を置く小売業で首位となった。

## 歴史

### 開業と店舗展開
1910年（明治43年）3月に柳源呉服店として開業。
1951年（昭和26年）12月24日に資本金15万円で有限会社 柳源商店を設立して法人化した。
1957年（昭和32年）に婦人服地小売業へ転換し、1957年（昭和32年）に洋品部を増設した。
1961年（昭和36年）12月3日にJR 大垣駅に大垣市高屋町1丁目に移転して鉄筋コンクリート造・3階建ての店舗を新築し、総合衣料品店のヤナゲン 衣料デパートとして開業した。
1962年（昭和37年）12月に4階と5階を増築して増床した。
1963年（昭和38年）12月に株式会社 柳源商店を設立し、1964年（昭和39年）1月に株式会社 ヤナゲンへ商号を変更した。
1965年（昭和40年）11月23日に5階建ての建物を新築して新装開店した際には、ヤナゲン本体は百貨店法規制対象以下の規模に抑えて一部を子会社の「ヤナゲンストア」とした。
そして、1966年（昭和41年）5月10日に「ヤナゲンストア」を合併して百貨店法の適用を目指す申請を名古屋通産局に提出し、同年9月29日の第129回百貨店審議会で売場面積を1,407m2から4,603m2へ拡大する拡大ことを認める答申が出され、百貨店営業許可を取得した。
1967年（昭和42年）11月1日に日本百貨店協会に加盟した。
1970年（昭和45年）3月20日に鉄筋コンクリート造・7階建ての新館・B館を開設する形増床して新装開店した。
地域一番店として集客力を見せ、グランドタマコシ大垣店と共に家族連れや学生、周辺にある紡績工場の女子工員たちが集まる大垣駅前を代表する百貨店となってピーク時にはA･B･Cの3館体制になり、仕掛け時計や観覧車のある屋上遊園地は子供達に人気を博した。
1972年（昭和47年）3月20日に羽島市に羽島店を開店し、1974年（昭和49年）12月15日には岐阜県本巣郡穂積町（現在の瑞穂市）稲里に岐大ホームセンター、スーパーマーケットでは1976年（昭和51年）12月に養老町に養老店、1977年（昭和52年）12月に大垣市に寺内店、1992年（平成4年）8月に大垣市にノースウエストショッピングセンターを開業するなど多角化・多店舗化を進め、1995年（平成7年）には、大垣市を中心とする岐阜県下に百貨店･総合スーパー･食品スーパー･ホームセンター･コンビニエンスストアなどを展開する総合小売企業に成長した。
1974年（昭和49年）8月に当社が70％・高島屋が30％を出資して資本金1億円で株式会社 ヤナゲン高島屋を設立。
岐阜市の繁華街・柳ヶ瀬の旧岐阜劇場跡地に建設される延べ床面積約3万m2の平和ビルに売場面積約2万m2で出店することを目指し1976年（昭和51年）7月19日に売場面積約20,767m2で届け出を行ったが、開店が遅れた影響もあり当社は同年10月に出店を断念した。
その後、高島屋はビルの建設を進めていた岐阜土地興業との共同での出店に切り替え、同社と折半出資の岐阜高島屋となり、1977年（昭和52年）9月23日に岐阜高島屋として開店した。
百貨店の売り上げのピークは1991年（平成3年）で売上高150億円だった。
1997年（平成9年）3月1日にヤナゲンストアーを設立してスーパーマーケット事業を分社化し、売上高約175億円（1996年（平成8年）度）で従業員数350人、店舗数15店舗という規模で発足させた。
1998年（平成10年）4月29日にセントラルファイナンスと提携してカードの「ヤナゲンCFカード」の発行を開始した。
1999年（平成11年）には、岐大ホームセンターを家具や生活雑貨を扱う「FAL店」としてリニューアルするなどして環境変化に対応したが、2000年（平成12年）2月期の決算で売り上げ不振と商品在庫の再評価を行ったことで11億円の当期赤字となって債務超過に陥り、会長の浅野千恵子･社長の浅野弘嗣（いずれも当時）ら創業家出身の経営陣が退任、メインバンクの大垣共立銀行から田中完を社長に迎え、銀行主導で再建に乗り出した。

### 平和堂傘下入り
銀行管理下での再建に入ったため、2000年（平成12年）9月には、同じ岐阜県を本拠地とするスーパーマーケットのバローとの間でヤナゲンストアの店舗の売買交渉を行っているという報道がされたが実現せず、その後も郊外型大型店との競合で業績不振が続いたため、2005年（平成17年）5月31日に平和堂と業務提携を行い、同年7月11日に平和堂が買収して事業を引継ぐことを発表し、同年9月1日から100%子会社として新設された株式会社ヤナゲン2店と株式会社ヤナゲンストアー7店が営業を開始した。
平和堂傘下に入った後の株式会社ヤナゲンは2006年（平成18年）3月3日に大垣本店のC館を閉鎖して返却し、売場面積を約7,000m2縮小して約15,000m2のA･B2館とする改装を行い、売場の廃止･集約化を進めて効率化を図る一方で、デパ地下の食品売場の高級化や、婦人雑貨売場の2倍への拡張と言ったてこ入れを行ったが業績は好転せず、2010年（平成22年）2月期まで赤字が続いた。
そのため2011年（平成23年）7月30日には、平和堂本体の仕入れ網を活用して、家電や家庭用品などの日常生活に使う商品の拡充を行うと共に、周囲の商店街との協力や催事を行って集客しながら、売上の約4割を占める外商を強化し、「地元の人に普段使いしてもらう百貨店」になることで存続を目指し、また、2011年（平成23年）7月20日は施設の老朽化を理由に従来のFAL店を閉鎖し、親会社の平和堂のショッピングセンターアル・プラザ鶴見内に出店しているセレクトショップを拡充してFAL店とし、事実上大垣本店のみの営業に縮小するなどの対応を行った結果、2012年（平成24年）2月期に僅かながら経常黒字に転換した。
なお、株式会社ヤナゲンストアー7店は当初はそのままの名称で営業していたが、2006年（平成18年）7月に平和堂東海に吸収合併されて消滅し、店舗の名称も平和堂となったため、ヤナゲンの名称を引き続き使用しているのは株式会社ヤナゲンのみである。

### 閉店とその後
平和堂の傘下で百貨店事業の立て直しが図られたが1991年（平成3年）2月期の150億円あった売上高が2018年（平成30年）2月期には20億まで落ち込んでしまった。
その為、2019年（令和元年）8月31日に大垣本店を閉店し、同年9月28日にFAL店を閉店した。
その後は不動産事業等を継続することになった。
しかし、閉店後も顧客から商品に関する問い合わせが多く寄せられていたことから、2020年（令和2年）秋より外商部門を設け、約1年振りに物販事業を再開した。
2024年（令和6年）12月26日、親会社の平和堂がヤナゲンを2025年（令和7年）5月21日付で吸収合併すると発表。これによりヤナゲンは解散し（平和堂が存続会社となるため）、115年にわたる歴史に終止符が打たれる予定。

## プライベートブランド
- オフプライス - 食品だけで約200品目を販売していた[45]。

## 店舗一覧

### 過去に存在した店舗

#### 大垣市

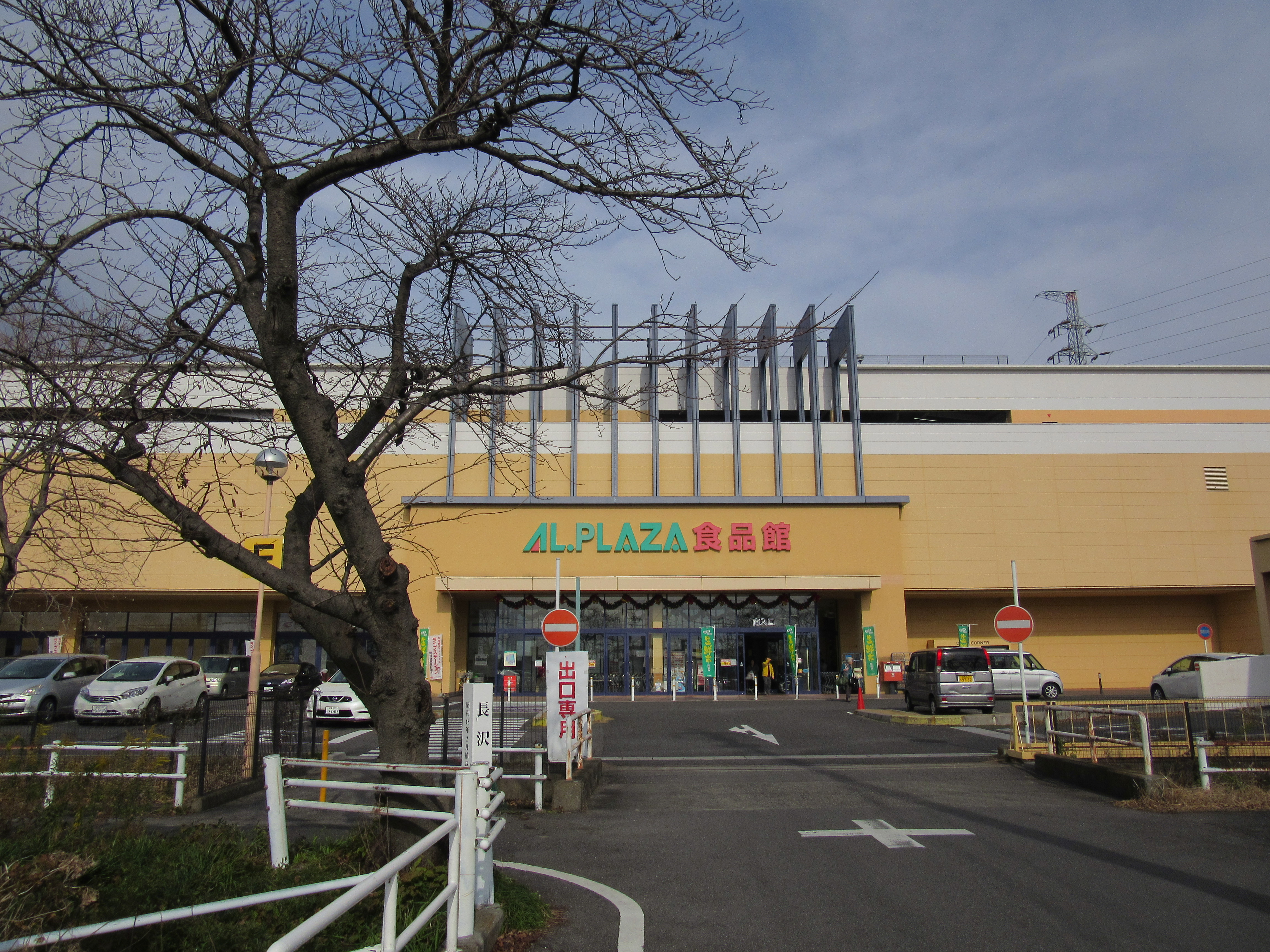
FAL店の入居しているアル・プラザ鶴見

- 大垣本店

屋上には電車などの乗り物のある屋上遊園地があり、店内のレストランでは「お子様ランチ」が提供され、子供連れに親しまれていた。
鉄筋コンクリート造・3階建ての店舗を新築して、総合衣料品店のヤナゲン 衣料デパートとして開業し、1962年（昭和37年）12月に4階と5階を増築して増床した。1970年（昭和45年）3月20日に鉄筋コンクリート造・7階建ての新館・B館を開設する形増床して新装開店した。
店舗跡は、B館は解体されて跡地にはマンションが建設された。最後まで営業を続けた建物と2006年（平成18年）3月に閉館した旧C館などを含む再開発を目指して2020年（令和2年）7月に地権者らで勉強会を始め、2021年（令和3年）2月に「大垣駅南前まちづくり協議会」を地権者ら設立。1階から3階までに商業施設を併設した地上20階建て・総戸数約130戸の高層マンションや立体駐車場などを建設することで合意して2022年（令和4年）11月25日に大垣駅南前地区市街地再開発準備組合が設立された。
- 寺内店（大垣市寺內町4-87[50]、1977年（昭和52年）12月開店[51] - ?閉店）

→平和堂寺内店を経て、2016年1月28日Vドラッグ寺内店オープン。後に閉店。
売場面積1,141m2
- 中川店[52]

現在敷地はセブンイレブン大垣中川町４丁目店、中日岐阜サービスセンター大垣支店となっている。
- ノースウエストショッピングセンター（大垣市熊野町石橋308-1[54]、1992年（平成4年）8月14日開店[55] - ?閉店）

鉄骨造4階建て・延べ床面積約12,380m2、売場面積7,835m2
現在は平和堂ノースウエスト店(2025年8月31日閉店予定)。
- インター店（大垣市外渕2-133[54]、1982年（昭和57年）4月開店[56]）

鉄骨造3階建て・延べ床面積約8,587m2、売場面積3,000m2（直営売場面積2,550m2）
現在は、ダイソー大垣インター店。
- スーパーバリューハッピー鶴見店（大垣市鶴見町南大畔435-1[57]、1998年（平成10年）11月2日開店[57] - ?閉店）

売場面積2,990m2
- 青野店[52]
- ベリーグッド熊野店[52]
- 原宿ディセット大垣店 -専門店[52]

#### 本巣郡
- 北方店（本巣郡北方町加茂194[46]（旧・字若宮183[58]）、 1973年（昭和48年）4月17日開店[13] - ?閉店）

鉄筋コンクリート造地下1階地上4階建て・延べ床面積約10,439m2、売場面積5,811m2
店舗跡地はパチンコ店舗を経て、現在は葬儀ホールの敷地となっている。
- スーパーバリューハッピー鶴見店（大垣市鶴見町字南大畔435-1[60][32]、1998年（平成10年）11月2日開店[60] - ?閉店）

売場面積2,990m2
（株）ヤナゲンストアー発足後の第1号店として1997年（平成9年）11月14日に第2種大規模店舗新設届出を行った。
- （初代）FAL店（本巣郡穂積町稲里580[46]（現・瑞穂市）、1974年（昭和49年）12月15日開店[13][61][62] -  2011年（平成23年）7月20日閉店[21]）

敷地面積21,154m2、鉄筋コンクリート造4階建て一部5階建て・売場面積12,627m2
開業時のフロア構成は、本館1階が家電・日曜大工用品・宝飾品などで、2階が家具売り場（民芸家具・輸入家具・オリジナル家具・応接セット・食堂セット）と画廊、3階が家具・カーテン・住宅機器・木製小物、4階が婚礼家具・寝具・貸衣装・美術工芸品・大ホール、5階が物置・ガレージ・門柱・簡易ハウスなどのエクステリア類の売り場となっていた。
岐大バイパス沿いに岐大ホームセンターとして開業し、住関連の大型専門店として最盛期には年間売上高約120億円を上げていた。
1985年（昭和60年）春から小学校入学する子どもがいる家庭へダイレクトメールを送付することで学習机の売上を伸ばし、一時は全国有数の学習机の販売をする店舗となった。
1999年（平成11年）9月20日に婚礼関連用品を扱う大型店へ改装を行い、婚礼家具以外にも分野を広げてブライダルウエディングをトータルで提案する店舗として生活雑貨も扱う「FAL店」として新装開店した。
2011年（平成23年）7月20日は施設の老朽化を理由に閉鎖し、親会社の平和堂のショッピングセンターアル・プラザ鶴見内に出店しているセレクトショップを拡充して（2代目）FAL店として営業の一部を継承した。
跡地は当社がデベロッパーとして再開発を行い、2012年（平成24年）8月に大垣市出身の安田隆夫（会長兼CEO）が創業したドン・キホーテが、敷地約19,500m2に店舗面積約5,900m2で出店する届出が2011年（平成23年）12月に行われ、翌2012年8月24日に開店した。
- FAL店
- 穂積店 → スーパーバリューハッピー穂積店（本巣郡穂積町別府624[67]（現・瑞穂市）、1977年（昭和52年）7月開店[51][67] - ?閉店）

1995年（平成7年）11月に改装して大型食品スーパー（SSM) のスーパーバリューハッピー店として新装開店した。
フランチャイズ契約を結んで中京地区でも初出店となる牛めしの「松屋・穂積店」を駐車場敷地内に1996年（平成8年）6月4日に開業した。
店舗敷地は、平和堂穂積店に引き継がれた。
- 真正店[52]（本巣郡真正町政田1329-1[69]、1987年（昭和62年）10月開店[69]）

売場面積約1,497m2

#### 不破郡
- 府中店[52]（不破郡垂井町）
- No.1薬局府中店[52]

#### 養老郡
- 養老店（養老郡養老町押越1032[70]、1976年（昭和51年）12月[51][22] - 2010年（平成22年）1月20日閉店[22]）

1990年（平成2年）10月に2階建て4,700m2に増床し、25店のテナントを導入。
平和堂養老店となったが、売上が伸び悩んでテナントも5店舗まで減少したため閉店した。

#### 岐阜市
- スーパーバリューハッピー日野店（岐阜市日野南6-5-1[71]、1987年（昭和62年）1月24日開店[72] - ?閉店）

約5億円を投じて大幅な改装を行い、食品売り場など大幅に増床・改装して大型食品スーパー（SSM) として1996年（平成8年）5月13日に新装開店した。新装開店後は、店舗面積2,294m2でうち売場面積は1,785m2の店舗で薬局や飲食店など7店のテナントも併設していた。
店舗敷地は、平和堂東海日野店に引き継がれた。
- 則武店[52]（岐阜市則武西2-1-1[74]）
- 原宿ディセット岐阜店 -専門店[52]
- 着物サロン岐阜店 -専門店[52]

#### 関市
- 関店（関市西旭ヶ丘5-13[74]）

#### 各務原市
- スーパー・バリュー・ハッピーうぬま店（各務原市鵜沼西町1-426-1[75]、1995年（平成7年）7月30日開店[76] - ?閉店）

当社の大型食品スーパー（SSM) 1号店。
店舗は、平和堂うぬま店に引き継がれた。

#### 羽島市
- （初代）羽島店（羽島市竹鼻町上町[62]、1963年（昭和38年）10月開店[62]）

2代目店舗への移転に伴って閉店となった。
- （2代目）羽島店（羽島市竹鼻町137[46]、 1972年（昭和47年）3月20日開店[13]）

売場面積4,058m2
現在の大垣共立銀行羽島支店の駐車場に存在した店舗で、竹鼻商店街との行き来が可能な通路があった。

#### 揖斐郡
- 墨俣店（揖斐郡安八町墨俣1102-1[80]、1989年（平成元年）12月開店[80]）

延べ床面積約2,141m2、売場面積約1,350m2（直営売場面積1,200m2）
- 池田店（揖斐郡池田町池野411-2[81]、1988年（昭和63年）4月10日開店[81]）

売場面積3,000m2
揖斐郡池田町池野411-2には、トミダヤ池田店が出店している。

#### 一宮市
- 原宿ディセット一宮店 -専門店[52]（愛知県一宮市）

### 実現しなかった店舗
- エクセレント岐阜

岐大ホームセンターの近隣に百貨店およびホームセンターを核とする店舗を2000年（平成12年）に開設する構想であった。
- 養老町商工業近代化ビル・ハッピー養老タウン（養老郡養老町押越1029[83]、1988年（昭和63年）5月開店予定[83]）

鉄筋コンクリート造4階建て・延べ床面積約13,147m2、売場面積8,050m2（直営売場面積5,500m2）

## 過去に存在した事業所
- 流通センター（本巣郡穂積町生津外宮東町1-22[84]）

## 主な関連会社
- ジャンポシティー - 1956年（昭和44年）6月設立、一般小売業[85]。
- ヤナゲンハウジング - 1971年（昭和46年）9月設立[51]、住宅販売業[85]。
- サン急配 - 1973年（昭和48年）6月設立、運送業[85]。
- ヤナゲン友の会 - 1975年（昭和50年）1月設立[51]、割賦販売業[51]。
- ヤナゲン商事 - 1983年（昭和50年）2月設立、損害保険代理業[85]。
- ヤナゲンハッピー真正タウン - 1987年（昭和62年）7月設立、一般小売業[85]。
- ヤナゲンレジャーサービス - 1972年（昭和47年）9月設立[51]、レジャー関連事業[51]。
- スリーハート - 1973年（昭和48年）9月設立[51]、食堂・喫茶[51]。

## 関連団体
ヤナゲン柳盛会
当社取引先のメーカー・問屋の加盟する親睦団体で1997年（平成9年）2月時点では396社で構成されていた。
大垣共立銀行から田中社長を迎えて、銀行主導で再建に乗り出した後の初の総会の出席社数は287社であった。

#### 広報資料・プレスリリースなど一次資料
1. ↑  『株式会社ヤナゲンの事業譲受けについて』（PDF）（プレスリリース）株式会社平和堂、2005年7月11日。2012年4月9日閲覧。
2. ↑  『有価証券報告書‐第54期』（レポート）株式会社平和堂、2011年5月20日。
3. ↑  代表取締役社長の挨拶（2021年3月27日閲覧）
4. ↑  “本社・営業所案内”.   株式会社中日岐阜サービスセンター. 2024年3月30日閲覧。[出典無効]
5. 1 2 3 4  “店舗のご案内 ＞ 岐阜県”.   株式会社 平和堂. 2024年3月30日閲覧。[出典無効]
6. ↑  “DAISO 大垣インター店”.   株式会社大創産業. 2024年3月30日閲覧。[出典無効]
7. ↑  『2012年8月24日(金)、岐阜県瑞穂市に 「ＭＥＧＡドン・キホーテ岐阜瑞穂店」オープン』（PDF）（プレスリリース）株式会社ドン・キホーテ、2012年8月2日。2024年3月30日閲覧。
8. ↑  “店舗一覧”.   株式会社コノミヤ. 2024年3月30日閲覧。